# Lund Fjord
Lund Fjord er en sø i Han Herred og den nordligst beliggende i Vejlerne. Den er samtidig den største med et areal på 491 ha. Medregnes den vanddækkede rørskov, bliver arealet 554 ha. Søens vandspejl varierer mellem kote –0,3 og +0,9 med et gennemsnitligt vandspejlsniveau i kote +0,19.
Lund Fjord er en del af "Naturreservatet Vejlerne". Vejlerne ejes af Aage V. Jensens Fonde (fra 1992-1993). 
Lund Fjord modtager vand fra Senå, Bykær grøft, Svanborg Grøft og Strøjkær Grøft. I enkelte tilfælde løber vand fra Østre Landkanal ud i Lund Fjord.

## Historie
Vejlerne var indtil 1870'erne lavvandede dele af Limfjorden. Efter krigen i 1864 opstod en national bevægelse for at skaffe nye landbrugsjorder efter tabet af det frugtbare Sønderjylland. I 1870'erne og 1880'erne inddæmmedes Vejlerne, og den tørlagte fjordbund tilplantedes med krybhvene for at skabe nye græsnings- og høslætsarealer.